# Фуши
Фуши (фр. Fouchy) насеље је и општина у источној Француској у региону Алзас, у департману Доња Рајна која припада префектури Селестат Ерштајн.
По подацима из 2011. године у општини је живело 668 становника, а густина насељености је износила 84,88 становника/km². Општина се простире на површини од 7,87 km². Налази се на средњој надморској висини од 310 метара (максималној 831 m, а минималној 292 m).

## Демографија
| 1962. | 1968. | 1975. | 1982. | 1990. | 1999. | 2011. |
| ----- | ----- | ----- | ----- | ----- | ----- | ----- |
| 417   | 486   | 458   | 482   | 509   | 568   | 668   |

График промене броја становника у току последњих година